# Grup de suport
Fa més de 80 anys, es van reunir per primera vegada un grup de persones que compartien un mateix problema i es van adonar de que això els ajudava a resoldre'l o almenys reduir l'impacte emocional i afavorir el canvi de comportaments. Es tracta de Alcohòlics Anònims, una agrupació amb autonomia que comparteixen l'experiència d'un problema en comú i ajuden als altres a poder superar el problemes amb les begudes alcohóliques.
Aquest podria ser, la primera pedra dels Grups de suport del que interessa en aquest article. Des de fa molts anys, les diferents organitzacions i entitats que ofereixen atenció a les persones amb discapacitat (física, intel·lectual o psíquica), persones amb malalties cròniques o terminals o bé agrupacions de persones que han de acompanyar o conviure amb un familiar malalt mental, persones amb patologia dual o una persona gran amb demència ; es reuneixen en grups d'aquesta naturalesa per donar-se suport i superar la càrrega emocional que significa cuidar-lo o bé, si és la persona afectada, obtenir eines per enfortir-se i viure amb la malaltia amb el suport emocional que rebren.
En Catalunya hi han més 180 associacions d'ajuda mútua de diferents àmbits que treballen pel seu benestar i el de la seva comunitat.
DEFINICIÓ.
Revisant la literatura en internet, existeix poca claredat pel que fa a si s'anomenen Grup de Suport o Grup de Recolzament. Es pot trobar definicions de Grup de suport emocional o grups d'ajuda, l'única diferència clara es troba en la definició dels Grups de suport i els Grups d'ajuda mútua (GAM).
Grups de suport: segons Barrón,1996 aquests grups tenen com característica bàsica que són cridats per un professional que ajuda a gestionar els recursos afectius i de coneixements perquè persones amb una situació conflictiva o amenaçant puguin afrontar el canvi. Promou nou vincles i lligams entre la gent que pateix la mateixa situació i amb això empodera a la gent de manera que superin les deficiències i preocupacions.
Grups d'ajuda mútua: d'acord amb Mtez-Taboada y Palacín, 1997 aquest grups són més autònoms, no necessiten de cap professional i sense límits en el temps. Ofereixen suport emocional, informació i fort sentiment de pertinença que els fa trobar-se molt útils.
Altres autors també destaquen aquestes diferències. (Lieberman, 1988 i Kurtz, 1997,)
Tot i així, Barrón, 1996, (citat per Col·legi de Psicòlegs de Madrid, defensa una visió més integradora i redueix la diferència dient que es tracta de dos fases de un procés de desenvolupament de grups basats en el suport social.
Diu que al començament és necessari un professional que els posi en marxa i faci les tasques de lideratge i direcció. Més tard, ha de deixar aquestes funcions en mans dels membres del grup, promovent que ells mateixos trobin la solució de les seves necessitats i donin suport emocional uns als altres.
OBJECTIUS:
Entre els objectius d'aquest grups basats en l'ajuda mútua i el suport emocional tenim:
- Comparteixen un problema de salut o una situació social comuna.
- Que es reuneixen per fer alguna cosa per a millorar aquest problema o aquesta situació.
- Que es donen suport i informació en aquestes reunions de grup.
- Augmentar la pròpia capacitat per a resoldre els problemes.
- Organitzar activitats socials de sensibilització i fer pressió social per afavorir la finalitat del grup.

"El seu objectiu és donar-se suport i serveis materials o emocionals per tal d'alleugerar a la persona afectada, als seus familiars o als seus cuidadors. És un recurs social i sanitari, on les persones afectades d'alguna malaltia, conflicte personal o situació especial i també els professionals de la Sanitat, Serveis Socials o Educatius, poden trobar l'associació o el grup d'ajuda mútua adequat a la seva necessitat."
Grups de suports específics de l'àmbit de la gent gran:
"Els Grups de Suport Emocional i Ajuda Mútua (GSAM) tenen per objectiu facilitar espais de trobada entre persones cuidadores que es troben en situació similar, perquè puguin compartir les seves necessitats i preocupacions i també les seves vivències i els seus coneixements. Es pretén reduir l'impacte negatiu de la cura que, a vegades, poden experimentar els cuidadors i cuidadores no professionals, i millorar la qualitat de vida de les persones en situació de dependència."
Sovint, la cura d'un familiar depenent pot representar una tasca amb molta càrrega emocional i física. Ni tant sol l'ajuda de familiars i amics resulta suficient. Degut a això, reunir-se amb persones que comparteixen la mateixa situació pot implicar una ajuda addicional que enforteix a la persona. En aquest grups, les persones es reuneixen periòdicament amb l'objectiu de donar suport als cuidadors per tal de millorar la seva qualitat de vida i la de les persones que cuiden.